# Mary Eastey
Mary Towne Eastey (épelée aussi Esty, Easty, Estey, Eastick, Eastie, ou Estye) est née le 24 août 1634 et décédée le 22 septembre 1692. Elle est l'une des victimes connues des procès de sorcières de Salem au Massachusetts. Elle a été accusée de sorcellerie et exécutée par pendaison à Salem en 1692.

## Biographie
Mary Eastey est née Mary Towne, de William Towne et Joanna Towne (née Blessing) au Great Yarmouth dans le Norfolk en Angleterre. Elle est issue d'une famille de huit enfants, dont deux de ses sœurs étaient aussi des co-accusées de Salem : Rebecca Nurse et Sarah Cloyce. Mary Towne et sa famille déménagent aux États-Unis dans les années 1640. En 1655 à Topsfield, dans la Colonie de la baie du Massachusetts, elle épouse Isaac Estey, fermier et tonnelier. Isaac est né en Angleterre le 27 novembre 1637. Le couple a onze enfants : Joseph (1657–1739), Sarah (1660–1749), John, Isaac (1662–1714), Hannah, Benjamin, Samuel, Jacob, Joshua, Jeffrey, et Isaac.

## Accusation et procès
Tout comme sa sœur Rebecca Nurse, Mary Eastey était une citoyenne pieuse et respectée à Salem et son accusation était inattendue. Durant l'enquête du 22 avril 1692, lorsque Eastey joint ses mains, Mercy Lewis, une des accusées, imite son geste et déclare être incapable de défaire ses mains tant que Mary ne défait pas les siennes. À nouveau, lorsque Mary incline sa tête, les accusées l'accusent de vouloir leur briser la nuque. Mercy se plaint que le spectre de Mary monte sur son lit et pose sa main sur sa poitrine. Face à cette hystérie publique, Mary Eastey se défend avec une éloquence remarquable : quand les magistrats John Hathorne et Jonathan Corwin lui demandent à quel point elle s'est soumise à Satan, elle répond « Monsieur, je ne me suis jamais soumise à Satan mais j'ai prié tous les jours contre lui. Je n'ai aucune complicité avec Satan, dans cela... Je le dis, si c'est ma dernière fois, que je ne suis pas coupable de ce péché ». Doutant de sa culpabilité, Hathorne est allé jusqu'à demander aux filles si elles étaient sûres que la femme qui les affligeait était Mary Eastey.
Pour des raisons inconnues, Mary est libérée de prison le 18 mai, après deux mois d'incarcération. Néanmoins, le 20 mai, Mercy Lewis déclare à nouveau que le spectre de Mary l'accable, une déclaration que les autres femmes confirment. Un second mandat est établi cette nuit-là pour l'arrestation de Mary. On la saisit de son lit et elle retourne en prison ; Mercy Lewis cesse alors ses accusations après l'arrestation de Mary. Cette dernière est jugée et condamnée à mort le 9 septembre.
Robert Calef, dans More Wonders of the Invisible World, décrit les adieux de Mary à sa famille comme « sérieux, religieux, distincts, pleins d'affection, et qui ont fait verser des larmes à tous ceux qui étaient présents ». Elle est pendue le 22 septembre avec Martha Corey, Ann Pudeator, Alice Parker, Mary Parker, Wilmot Redd, Margaret Scott, et Samuel Wardwell. Cotton Mather les présente comme les « huit tisons de l'Enfer ». Sur la potence, elle prie pour l'abolition de la chasse aux sorcières. Parmi ses deux sœurs accusées de sorcellerie, seule Rebecca Nurse est pendue le 19 juillet 1692, tandis que Sarah Cloyce est libérée en janvier 1693.
Calef publie la dernière demande en justice de Mary Eastey à la cour,. Il est dit qu’aucun document plus émouvant que ce dernier n’a jamais été adressé à un juge. Mary n'a pas plaidé pour sa propre vie mais pour celles qui ont été accusées à tort : « Votre honneur, je vous fais une demande non pas pour ma vie car je sais que je dois mourir et que mon heure a été choisie, mais Dieu sait qu'aucun sang innocent de plus ne doit être versé... Le Dieu des cieux, qui est le chercheur de tous les cœurs, sait que lorsque je répondrais devant le tribunal, je n'aurais jamais appris une seule chose qui relève de la sorcellerie. » 
En novembre, après l'exécution de Mary Eastey, Mary Herrick témoigne. Elle déclare que le fantôme de Mary Eastey lui a rendu visite et qu'il lui a dit qu'elle a été exécutée à tort, qu'elle n'est pas coupable de sorcellerie et qu'elle est venue pour innocenter sa cause. En 1711, la famille de Mary Eastey est dédommagée de 20 livres pour son exécution injustifiée. Son époux Isaac meurt le 11 juin 1712.
Daniel Eastey, le petit-fils de Mary, fuit la région et change son nom pendant le procès de sa grand-mère. Il déménage ensuite à Miramichi, dans le Nouveau-Brunswick au Canada.

## Dans la culture populaire
- Mary Eastey est mentionnée comme sorcière dans le film d'horreur The Conjuring (2013). Sa parente Bathsheba est également mentionnée, elle possède ceux qui habitent sur son terrain.
- Mary Eastey est mentionnée comme sorcière dans l'épisode 2 de la saison 1 de la série télévisée Charmed.
- Dans le film dramatique Three Sovereigns for Sarah (1985), elle est interprétée par l'actrice Kim Hunter.
- Dans The Crucible de Arthur Miller, Mary Eastey n'apparaît pas sur scène mais dans l'acte IV elle est mentionnée avec sa sœur Rebecca Nurse comme des sorcières innocentes qui ont contribué à la révolte contre les procès de sorcellerie. Le héros John Proctor est forcé à la dénoncer de sorcière mais refuse de le faire.
- Le groupe de musique Primate Fiasco sort le morceau « Mary Towne Estey 1692 » en 2017. Selon le chanteur principal et auteur-compositeur Dave Russo, la chanson leur aurait été envoyée par Mary Towne Estey[5].